# Pupuan (Pupuan)
Pupuan is een bestuurslaag in het regentschap Tabanan van de provincie Bali, Indonesië. Pupuan telt 2881 inwoners (volkstelling 2010).